# Олешня (притока Ужу)
Олешня — річка в Україні, у Коростенському районі Житомирської області. Права притока Ужу (басейн Прип'яті).

## Опис
Довжина річки 19 км, похил річки — 1,5 м/км. Формується з багатьох приток та водойм. Площа басейну 102 км². 

## Розташування
Бере початок на північному сході від Корми. Спочатку тече на північний схід через Мединівку, а потім на північний захід, і на сході від Дідковичів впадає у річку Уж, праву притоку Прип'яті. 
Населені пункти вздовж берегової смуги: Обиходівка, Обиходи, Сарновичі.

## Притоки

### Ліві
- Боярка
- Струбиця

### Праві
- Брочівка - бере початок на північній стороні від Великого Лісу. Тече переважно на північний захід і впадає в Олешню у с. Обиходівка[1] [2] [3].
- Тинка